# Championnat du Qatar de football 2018-2019
Navigation
Saison précédente Saison suivante
La saison 2018-2019 du Championnat du Qatar de football est la cinquante-sixième édition du championnat national de première division au Qatar. Les douze meilleures équipes du pays sont regroupées au sein d'une poule unique où elles s'affrontent deux fois au cours de la saison, à domicile et à l'extérieur. En fin de saison, le dernier du classement est relégué en deuxième division tandis que l'avant-dernier joue les barrages pour se maintenir dans le championnat.
Al Sadd SC remporte le titre lors de l'avant dernière journée devant le champion sortant, Al-Duhail.

## Participants
| Club              | Dernière montée | Budget en M€ | Classement 2017-2018  | Entraîneur         | Stade                             | Pelouse   | Capacité théorique | Nombre de saisons en QLS |
| ----------------- | --------------- | ------------ | --------------------- | ------------------ | --------------------------------- | --------- | ------------------ | ------------------------ |
| Al-Duhail SC      | 2010            | 80           | 1er                   | Nabil Maâloul      | Stade Abdallah ben Khalifa        | Naturelle | 12 000             | 8                        |
| Al Sadd SC        | 1972            | 100          | 2e                    | Jesualdo Ferreira  | Stade Bin Khalifa Al Thani        | Naturelle | 20 000             | 46                       |
| Al-Rayyan SC      | 1975            | 80           | 3e                    | Michael Laudrup    | Stade Abdullah bin Hamad Al Thani | Naturelle | 15 000             | 43                       |
| Al-Gharafa SC     | 1980            | 70           | 4e                    | Christian Gourcuff | Al-Gharafa Stadium                | Naturelle | 25 000             | 38                       |
| Umm Salal SC      |                 | 60           | 5e                    | Mahmoud Gaber      | Qatar SC Stadium                  | Naturelle | 20 000             |                          |
| Al-Sailiya SC     | 2007            | 40           | 6e                    | Sami Trabelsi      | Stade Ahmed ben Ali               | Naturelle | 44 740             | 11                       |
| Al-Arabi SC       |                 | 50           | 7e                    | Luka Bonacic       | Sheikh Falah bin Jassem Al-Thani  | Naturelle | 17 500             |                          |
| Al-Khor SC        |                 | 59           | 8e                    | Nacif Beyaoui      | Sheikh Khalifa bin Ahmed          | Naturelle | 20 000             |                          |
| Qatar SC          |                 | 60           | 9e                    | Gabriel Calderón   | Qatar SC Stadium                  | Naturelle | 20 000             |                          |
| Al Kharitiyath SC |                 | 59           | 10e                   | Ahmed Ajlani       | Hamad ben Thamer                  | Naturelle | 45 000             |                          |
| Al-Shahania SC    | 2018            | 44           | 1re (Qatargas League) | Fethi Jebel        | Al-Sailiya Stadium                | Naturelle | 3 000              | 10                       |

Légende des couleurs
- Qualification pour la Ligue des champions de l'AFC 2019
- Qualification pour le tour préliminaire de la Ligue des champions de l'AFC 2019
- Qualification pour la Coupe du golfe des clubs champions 2018
- Promu de Qatargas League

## Compétition

### Classement
Source : Classement officiel sur le site de la QSL.
| Rang | Équipe            | Pts | J  | G  | N | P  | Bp  | Bc | Diff |
| ---- | ----------------- | --- | -- | -- | - | -- | --- | -- | ---- |
| 1    | Al Sadd SC        | 57  | 22 | 18 | 3 | 1  | 100 | 22 | +78  |
| 2    | Al-Duhail SC T C  | 50  | 22 | 15 | 5 | 2  | 52  | 17 | +35  |
| 3    | Al-Sailiya SC     | 38  | 22 | 12 | 2 | 8  | 38  | 26 | +12  |
| 4    | Al-Rayyan SC      | 37  | 22 | 10 | 7 | 5  | 34  | 31 | +3   |
| 5    | Al Ahli SC        | 34  | 22 | 10 | 4 | 8  | 32  | 39 | -7   |
| 6    | Al-Arabi SC       | 30  | 22 | 10 | 0 | 12 | 27  | 41 | -14  |
| 7    | Al-Shahania SC P  | 27  | 22 | 7  | 6 | 9  | 26  | 34 | -8   |
| 8    | Al-Gharafa SC     | 26  | 22 | 7  | 5 | 10 | 35  | 39 | -4   |
| 9    | Umm Salal SC      | 23  | 22 | 6  | 5 | 11 | 24  | 44 | -20  |
| 10   | Al-Khor SC        | 20  | 22 | 5  | 5 | 12 | 22  | 36 | -14  |
| 11   | Qatar SC          | 16  | 22 | 4  | 4 | 14 | 20  | 42 | -22  |
| 12   | Al Kharitiyath SC | 15  | 22 | 5  | 0 | 17 | 19  | 58 | -39  |

|  | Qualification pour la Ligue des champions de l'AFC 2020                         |
|  | Qualification pour le tour préliminaire de la Ligue des champions de l'AFC 2020 |
|  | Qualification pour la Coupe du golfe des clubs champions 2019                   |
|  | Barrages de relégation                                                          |
|  | Relégation directe en deuxième division                                         |
|  | T : Tenant du titre C : Vainqueur de la Coupe du Qatar P : Qatargas League      |

## Statistiques

### Meilleurs buteurs
|   | Buteurs                     | Clubs         | Buts Note 1 |
| - | --------------------------- | ------------- | ----------- |
| 1 | Baghdad Bounedjah           | Al Sadd SC    | 39          |
| 2 | Youssef El-Arabi            | Al-Duhail     | 26          |
| 2 | Akram Afif                  | Al Sadd SC    | 26          |
| 3 | Rachid Tiberkanine          | Al-Sailiya SC | 13          |
| 3 | Abdulgadir Ilyas Bakur (en) | Al-Sailiya SC | 13          |
| 4 | Hassan Al Haydos            | Al Sadd SC    | 10          |
| 5 | Yannick Sagbo               | Umm Salal     | 9           |
| 5 | Rodrigo Tabata              | Al-Rayyan SC  | 9           |

| Source : Classement des meilleurs buteurs sur qsl.qa 1 : Nombre de buts inscrits (+) avec nombre de pénaltys (-) |